# Белокрылая пиранга
Белокрылая пиранга (лат. Piranga leucoptera) — вид певчих птиц семейства кардиналовых. Выделяют четыре подвида. Распространены в Мексике, Центральной и Южной Америке.

## Описание
Белокрылая пиранга достигает длины 13 см и массы от 13 до 20 г. Взрослые самцы номинативного подвида в основном ярко-рыжего цвета. Узкая линия у основания лба, область вокруг глаз и подбородок чёрного цвета, образуя небольшую маску на лице. Лопатки, верхние кроющие крыла, маховые перья, третьестепенные маховые перья и хвост чёрного цвета. Средние и большие кроющие перья крыльев с белыми кончиками, которые образуют две чёткие белые полосы на крыльях. На спине часть есть несколько черноватых пятен. Радужная оболочка тёмно-коричневая. Клюв черноватый с голубовато-серым основанием, особенно на подклювье. Ноги тёмно-серые. У самок голова желтовато-оливковая. Уздечки и область вокруг глаз чёрного цвета, образуют небольшую почти незаметную маску. Верхняя часть тела тёмного желтовато-оливкового цвета. Верхние кроющие крыла чёрные, средние и большие кроющие перья с широкими белыми кончиками (образуют две заметные белые полосы на крыльях). Маховые перья и третьестепенные маховые перья тёмные с тускло-оливково-жёлтой окантовкой. Хвост тёмно-оливково-жёлтый. Нижняя часть тела жёлтого цвета, ярче всего на горле и кроющих перьях хвоста, с оливковым оттенком по бокам.
Песня представляет собой тонкий свист «e-seé-se-whéét», характерные музыкальные и восходящие ноты «pit-sweet!» или «pit-sweet-sweet!», а  также  резкие звуки «weet» и «chip».

## Подвиды и распространение
Выделяют четыре подвида:
- Piranga leucoptera leucoptera Trudeau, 1839 — от востока Мексики до Никарагуа
- Piranga leucoptera latifasciata Ridgway, 1887 — Коста-Рика и запад Панамы
- Piranga leucoptera venezuelae Zimmer, 1947 — запад, центр и север Колумбии, Венесуэла и север Бразилии
- Piranga leucoptera ardens (Tschudi, 1844) — от юго-запада Колумбии до центра Боливии

## Места обитания
Белокрылая пиранга в Мексике и на севере Центральной Америке обитает в смешанных сосново–дубовых лесах (Pinus—Quercus) и на тенистых кофейных плантациях. В южной части Центральной Америки, а также в Андах и тепуи встречается под пологом влажных горных лесов, облачных лесов, высоких вторичных лесов, на кофейных плантациях и в сухих сезонных горных лесах. В зрелом лесу встречается в основном на верхних ярусах. Обитает на высоте 100—1800 м над уровнем моря в Мексике, 1100—1850 м в Коста-Рике, 900—1800 м в Панаме и 600—2000 м в Колумбии, Эквадоре и Перу; в Венесуэле к северу от Ориноко на высоте 650—2100 м и 1000—1800 м к югу.

## Биология
Белокрылая пиранга кормится парами или группами из 3—6 особей, часто перекликающихся между собой. Обычно добывают корм в полуоткрытых местах на вершине или внешнем краю лиственного покрова, иногда присоединяется к стайками смешанных видов. Порхает по высоким наружным веткам и листве; заглядывает под маленькие ветки на манер некоторых видов танагр. В состав рациона входят плоды, ягоды и семена, а также насекомые. 
Биология размножения не описана. Обнаружено только одно небольшое чашеобразное гнездо, расположенное на высоте 14 м от земли на замшелой ветке.